# Слободський (Архангельська область)
Слободський (рос. Слободской) — селище в Котлаському районі Архангельської області Російської Федерації.
Населення становить 24 особи. Входить до складу муніципального утворення Котласький муніципальний округ.

## Історія
До 2022 року входило до складу муніципального утворення Сольвичегодське поселення.

## Населення
| 2002 | 2010 | 2012 |
| ---- | ---- | ---- |
| 117  | ↘12  | ↗24  |